# Тачанка

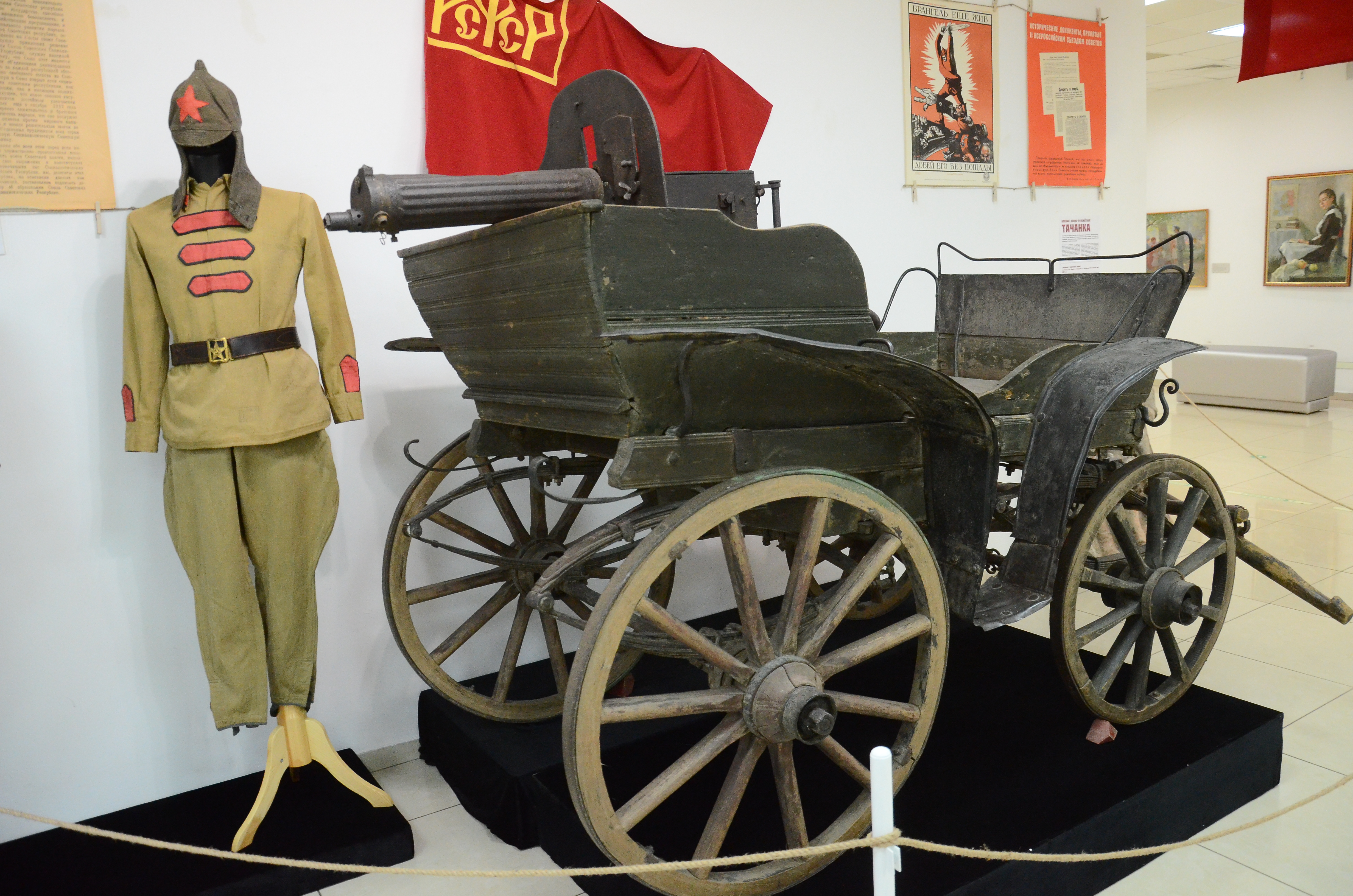
Тачанка с пулемётом в Краснодарском музее

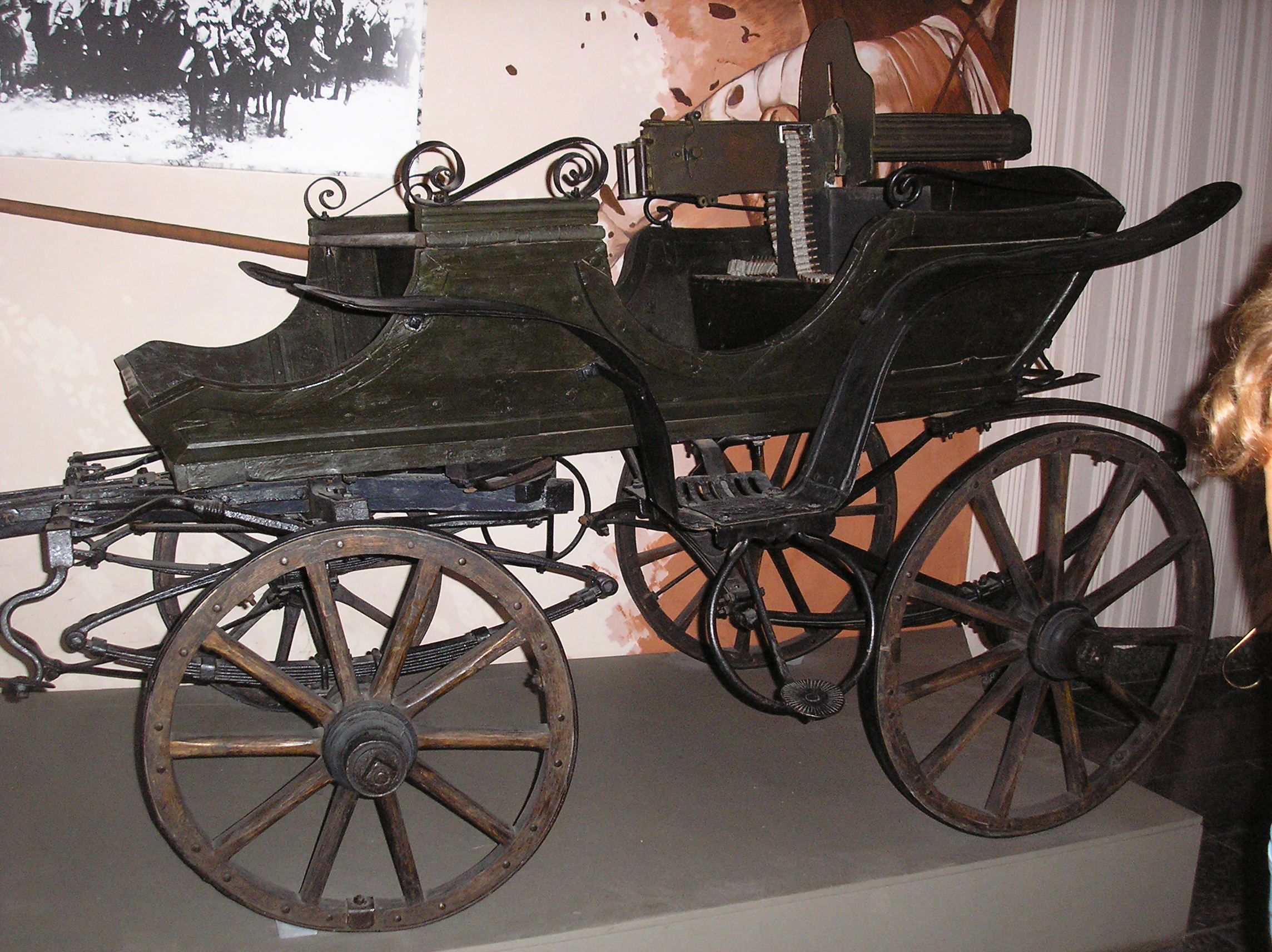
Тачанка Нестора Махно, музей города Гуляйполе.

Тача́нка — конная рессорная четырёхколесная повозка, со станковым пулемётом, направленным назад по ходу движения. Разработана на базе широко распространенного средства передвижения (прототип импровизированной боевой машины) существовавшего в конце XIX — в первой половине XX века в Российской империи и РСФСР. Использовалась как средство усиления пехоты и конницы.
В тачанку обычно впрягали двух (парная упряжка), трёх (см. картину Грекова «Пулемётам продвинуться вперёд», 1925 год) или четырёх лошадей (усиленная упряжка, «тачаночная» запряжка). Экипаж обычно состоял из двух — трёх человек (возница, пулемётчик и его помощник). РККА и её противниками использовались различные типы тачанок.

## История

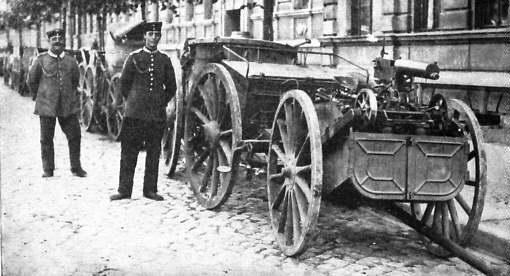
Трофейные русские станковые пулемёты на конном лафете, Берлин.

Понимая важность пулемётов в бою, их перемещение в ходе боя и снабжение боеприпасами, в Русской армии были спроектированы и испытаны повозки — двуколки пулемётная и патронная, о чём и было доложено.

… 4. Пулемётная и патронная двуколки проектированы, испытаны и признаны настолько выработанными, что считается возможным приступить к валовым заказам их…— Из Всеподданнейшего доклада по Военному министерству о мероприятиях и состоянии всех отраслей военного управления за 1909 год.
Во время Первой мировой войны пулемёт Максима и его расчёт передвигались на такой повозке (артиллерийского типа). Однако такая повозка, будучи неподрессоренной, не была предназначена для марш-бросков вместе с отрядами кавалерии. Во время Гражданской войны фронты были чрезвычайно растянуты и кавалерия, которая к тому времени в основном использовалась для разведки и рейдов по тылам врага, стала использоваться для прорывов слабо защищённых участков оборонительных линий противника. Появились, так называемые, «кавалерийские армии», передвигавшиеся со значительной скоростью, наподобие танковых армий времён Второй мировой. Тачанка, то есть подрессоренная повозка извозчичьего типа, в отличие от обозной телеги могла поспевать за конницей, а мягкость хода позволяла вести прицельный пулемётный огонь на ходу, в этом-то и состоит главная роль тачанки. Конные армии использовали пулемётный огонь для прикрытия своих сабельных атак.

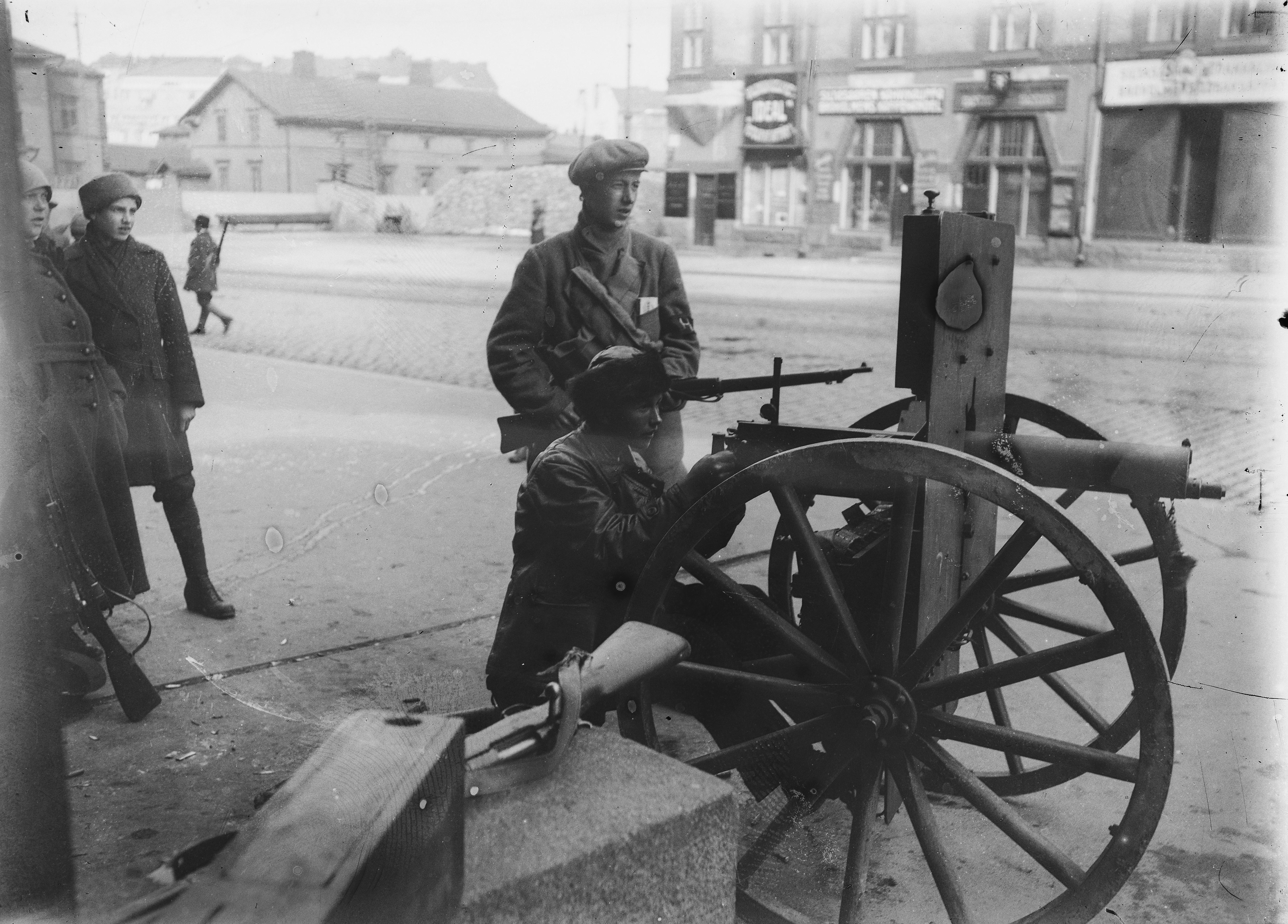
Пулемёт Максима на пушечном лафете. Бойцы Хельсинкской Красной гвардии в Хаканиеми во время битвы за Хельсинки.

Ввиду отсутствия значительного количества ручных пулемётов на фронтах гражданской войны, при осуществлении сабельной атаки на позиции противника тачанки заходили на фланги и, развернувшись, поражали неприятеля перекрёстным огнём. Бронеавтомобили времён Первой мировой войны, как правило, не были способны преодолевать бездорожье, и подобный манёвр во многих случаях был не практичен. Как и другие виды конницы, тачанки представляли собой отличную мишень, легко уничтожаемую огнём из стрелкового оружия либо артиллерией. Успехи Конных армий РККА во время Гражданской войны были основаны на отсутствии у белых достаточного количества пулемётов и бронетехники и общей малочисленности белых армий.

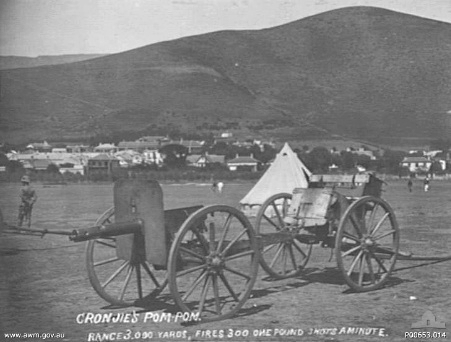
1-фунтовая пушка QF Boer с защитным щитом.

Хотя «изобретателями» тачанки иногда считают умельцев из армии Махно, идея применения мобильной пулемётной установки с гужевой тягой была не нова. Например крепостной пулемёт Максима на пушечном лафете с конной тягой существовал с 1901 года. Следует также отметить более раннее использование пулемётной повозки во время Англо-бурской войны. В 1898 году компания Vickers & Sons and Maxim создали повозку для 37-мм автоматитической морской пушки системы Максима на лафете. При этом также выпускали двухконный лафет непосредственной огневой поддержки с ограниченным запасом боеприпасов и аналогичный одноконный лафет. В обоих последних случаях в качестве оружия использовался пулемёт Vickers-Maxim калибра 0,303 дюйма.

Также известна артиллерийская «бронекаретка Шумана». В древности схожая концепция использовалась в римской армии. Разницей между этими системами и тачанкой состоит в тактике применения пулемётной повозки для поддержки кавалерии, которая в свою очередь использовалась для фронтальной атаки на слабозащищенные участки фронта.

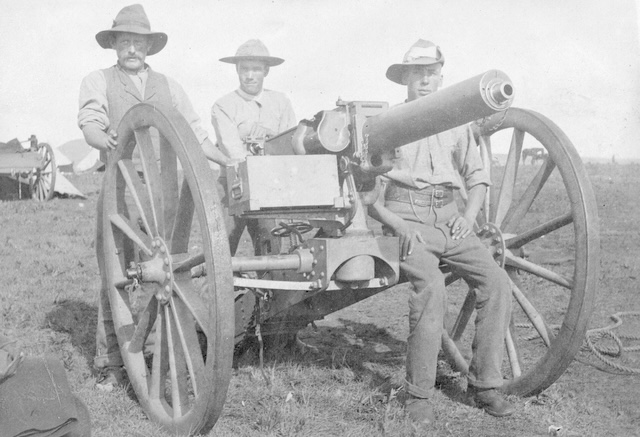
Австралийские солдаты с 1-фунтовой пушкой QF в Южной Африке, около 1901 года.

## Происхождение термина
Происхождение термина обычно связывают со словом «тавричанка» — так назывался тип прочных повозок, распространённых в Таврии. Утверждается, что для установки станкового пулемёта («Максим» на станке Соколова весил до 70 кг) такие повозки подходили лучше всего. Позднее, как полагают, слово «тавричанка» исказилось до «тачанка». Однако «тавричанка» определяется как «большая повозка, телега», снабжённая деревянным кузовом, тогда как тачанка — лёгкий экипаж, без кузова и на рессорах (наличие рессор было принципиально важно как для скорости хода экипажа по просёлку и целине, так и для кучности стрельбы).
Сами махновцы указывали на связь названия со словом «нетычанка», означающим лёгкую рессорную повозку. По их мнению, название произошло оттого, что оси повозки не касались кузова («не тыкались»). О. Н. Трубачёв также выводит название из украинского «нетичанка», которое возводит к пол. najtyczanka — «вид лёгкой повозки» (по Далю «бричка»), в свою очередь объясняемого из немецкого названия города в Чехии — Ной-Тичейн (нем. Neu-Titschein).

## Вооружение и расчёт

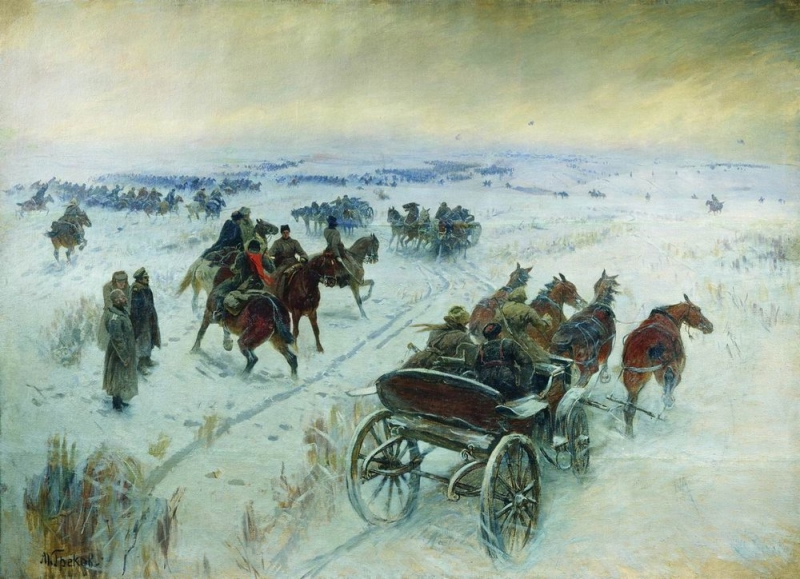
Митрофан Греков. «Бой при Егорлыкской», 1928—1929. С правой стороны тачанка.

На тачанке (подвижная боевая площадка) в качестве основного вооружения использовался станковый пулемёт, обычно системы Максима.
Экипаж тачанки включал пулемётный расчёт из двух человек (наводчик-пулемётчик и помощник пулемётчика) а также ездового, являвшегося одновременно запасным наводчиком-пулемётчиком.

## Боевое использование
В Гражданской войне тачанка использовалась как для передвижения, так и (реже) для нанесения ударов непосредственно на поле боя. Особой популярностью тачанки пользовались у махновцев. Последние использовали тачанки не только в бою, но и для перевозки пехоты. При этом общая скорость движения отряда соответствовала скорости идущей на рысях кавалерии. Таким образом отряды Махно легко проходили до 100 км в день несколько дней подряд. Так, после успешного прорыва под Перегоновкой в сентябре 1919 крупные силы Махно за 11 дней прошли более 600 км от Умани до Гуляй-Поля, захватив врасплох тыловые гарнизоны белых.
По словам Исаака Бабеля, служившего политруком у Семёна Буденного: 
Поповская, заседательская ординарнейшая бричка по капризу гражданской распри вошла в случай, сделалась грозным и подвижным боевым средством, создала новую стратегию и новую тактику, исказила привычное лицо войны, родила героев и гениев от тачанки. Таков Махно, сделавший тачанку осью своей таинственной и лукавой стратегии, упразднивший пехоту, артиллерию и даже конницу и взамен этих неуклюжих громад привинтивший к бричкам триста пулемётов. Таков Махно, многообразный, как природа. Возы с сеном, построившись в боевом порядке, овладевают городами. Свадебный кортеж, подъезжая к волостному исполкому, открывает сосредоточенный огонь, и чахлый попик, развеяв над собою чёрное знамя анархии, требует от властей выдачи буржуев, выдачи пролетариев, вина и музыки.
…. Казачья выдумка различает два вида тачанок: колонистскую и заседательскую. Да это и не выдумка, а разделение, истинно существующее.

На заседательских бричках, на этих расхлябанных, без любви и изобретательности сделанных возках, тряслось по кубанским пшеничным степям убогое красноносое чиновничество, невыспавшаяся кучка людей, спешивших на вскрытия и на следствия, а колонистские тачанки пришли к нам из самарских и уральских, приволжских урочищ, из тучных немецких колоний. На дубовых просторных спинках колонистской тачанки рассыпана домовитая живопись — пухлые гирлянды розовых немецких цветов. Крепкие днища окованы железом. Ход поставлен на незабываемые рессоры.
Чаще на тачанках лишь перевозился пулемёт, расчёт и боекомплект. При приближении к полю боя расчёт снимал пулемёт с повозки и вручную перемещал его на позицию. Стрельба непосредственно с повозки предусматривалась в исключительных случаях, так как в этом случае под огонь противника попадали кони. Однако с появлением специально оборудованных пулемётных тачанок с жёстким креплением пулемёта, местами для хранения пулемётных лент и подготовленными расчётами, уже в 1919 году получила распространение поддержка атакующих конных масс пулемётным огнём с тачанок, быстро перемещающихся по полю боя. Вскоре появилась и тактика группового применения пулемётных тачанок в кавалерийских боях.
Участник Советско-польской войны, кавалерист Корнел Кшечунович, вспоминал, что тактика большевистских пулемётных команд заключалась в обходе польских позиций с фланга и постоянном ослаблении их перекрёстным огнем до тех пор, пока обстановка не позволяла провести атаку. Обычно в такой момент шла контратака польской кавалерии, но, по словам Кшечуновича, лучшим и более экономичным способом борьбы с вражескими тачанками была система, которую использовал лейтенант Леон Александр Сапега. Используя винтовку с оптическим прицелом, он стрелял по тачанкам с большого расстояния, пока не всаживал несколько пуль вблизи цели, а это означало, что личный состав тачанки быстро менял позицию, прекращая свой огонь и таким образом давая время для польской контратаки.
В соответствии с приказом РВС СССР № 261 от 15 августа 1928 года, на вооружение РККА принята боевая пулемётная повозка для кавалерийских частей (конно-пулемётная тачанка (образца 1926 года)).
На 1931—1933 годы был запланирован ввод двух пулемётных тачанок со специальным приспособлением для зенитной стрельбы в каждую пулемётную роту батальонов стрелковых дивизий РККА[уточнить].

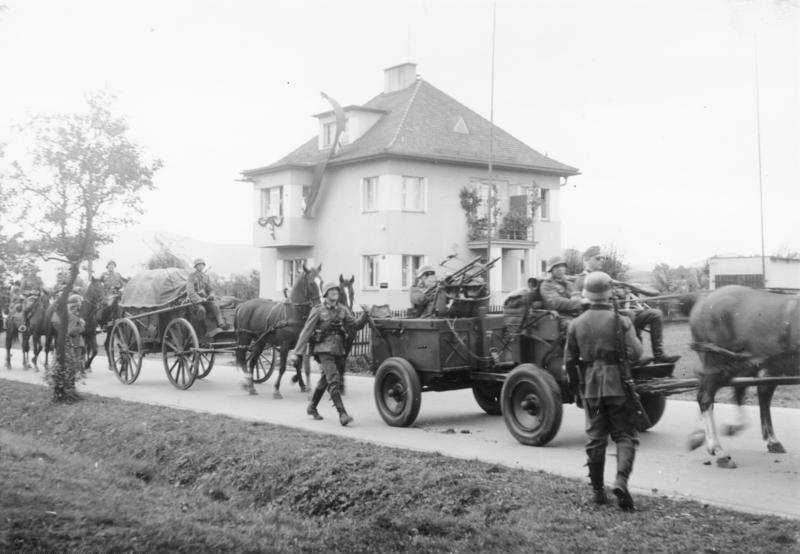
Подразделение Вермахта, вооруженное повозкой «If.5» (Infanteriefahrzeug: пехотная машина), используемой для противовоздушной обороны (Судетская область, 1938 г.)

Когда на вооружение РККА стали поступать автомобили, танки и танкетки, количество тачанок стало быстро сокращаться. В годы Великой Отечественной войны тачанки также использовались, но уже почти исключительно как средство транспорта для перевозки пулемёта и личного состава. Окончательно они были сняты с вооружения лишь при расформировании кавалерии как рода войск в середине 50-х годов.

## Тачанка wz. 36

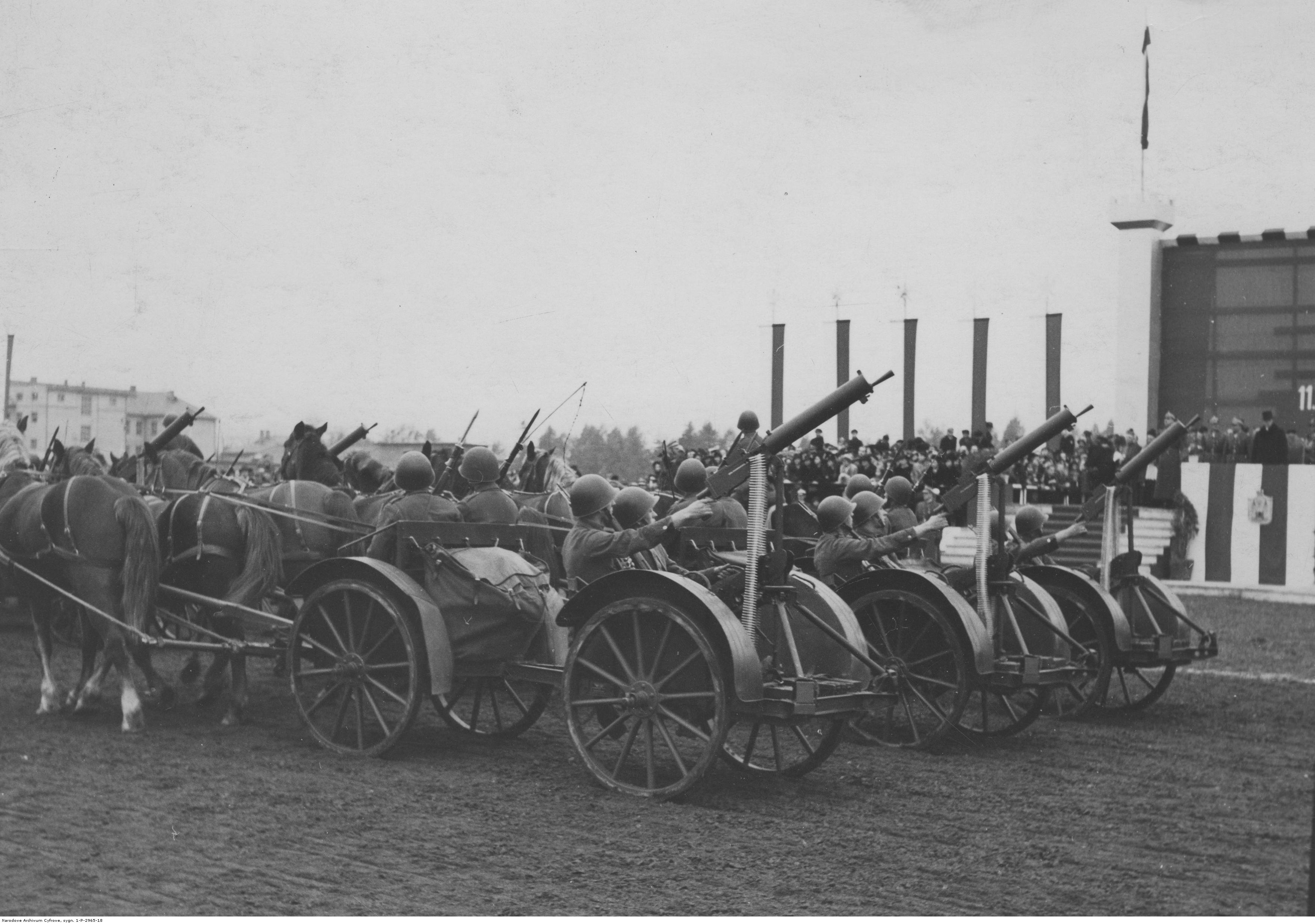
Тачанка (taczanka) состояла на вооружении в польской армии. Тачанки wz. 36
с пулемётом Ckm wz. 30 перед Второй мировой войной были приспособлены к зенитному огню.

Тачанка состояла также на вооружении в Польской армии, причём в 1930-х годах были разработаны специальные армейские образцы повозки (taczanka). Повозка представляла собой двухосную гужевую повозку с установленным станковым пулеметом. Вести огонь из него можно было с самой тележки или после демонтажа с неподвижной позиции. Экипаж состоял из кучера и двух солдат, обслуживающих пулемёт. Каждая ось повозки представляла собой отдельный элемент, соединенный шарниром. Использовалась трёхконная упряжка.
После Первой мировой войны было много типов тачанок — в основном они были вооружены пулеметами Schwarzlose wz. 12.07 или Максим wz. 08 . В 1929 году была разработана Тачанка wz. 28. Она была вооружена немецким пулемётом Максима wz. 08 на австрийской треноге от Schwarzlose wz. 12.07. В конце концов, она была заменена моделью wz. 36, которая была легче и вооружена производимым по лецензии пулеметом Ckm wz. 30. Она позволяла вести и зенитную стрельбу.
В Войске Польском в 1939 году тачанки использовались в эскадронах станковых пулеметов кавалерийских бригад и ротах станковых пулеметов пехотных дивизий.

## Немецкийвермахт
Немецкий вермахт в начале Второй мировой войны также использовал конные пулеметные лафеты «If.5», вооружённые спаренным пулемётом MG 34, которые в отличие от более ранних пулемётных лафетов предполагалось использовать для стрельбы без демонтирования пулемётной установки.

## Развитие концепции
Сегодня, в частности во время вооружённого конфликта в Сирии, тачанками иногда полушутливо называют грузовики и пикапы со смонтированными в кузове крупнокалиберными пулемётами и зенитными установками, которые за рубежом известны как Ган-траки.

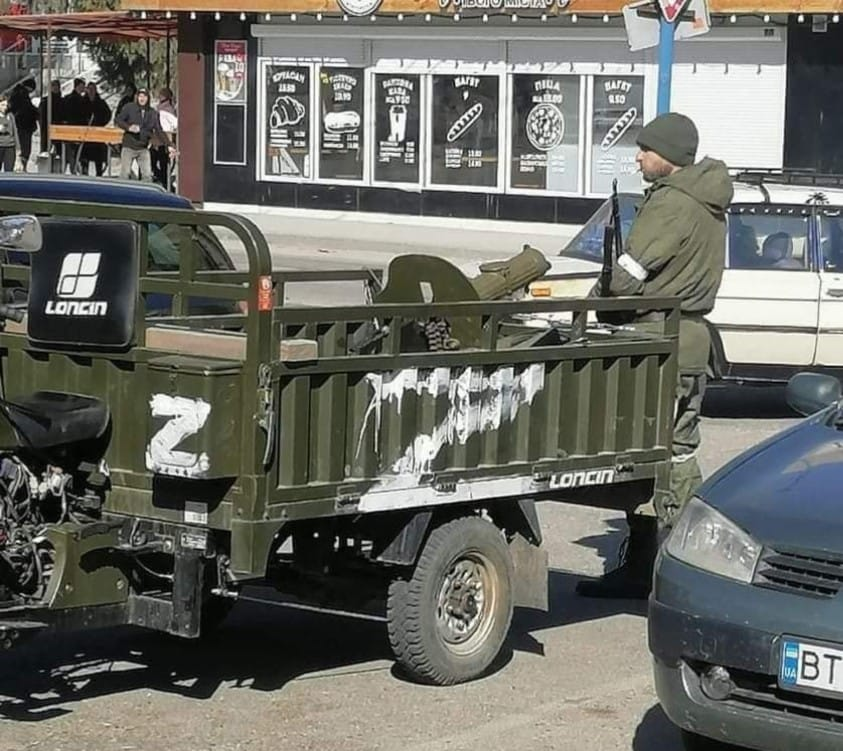
Российский пулемет в автоприцепе в Херсоне.

В связи с расконсервированием пулемётов Максима на Украине в 2022 году появились «тачанки» на базе разнообразной гражданской техники, аналогичные «боевым пикапам» с Максимом.

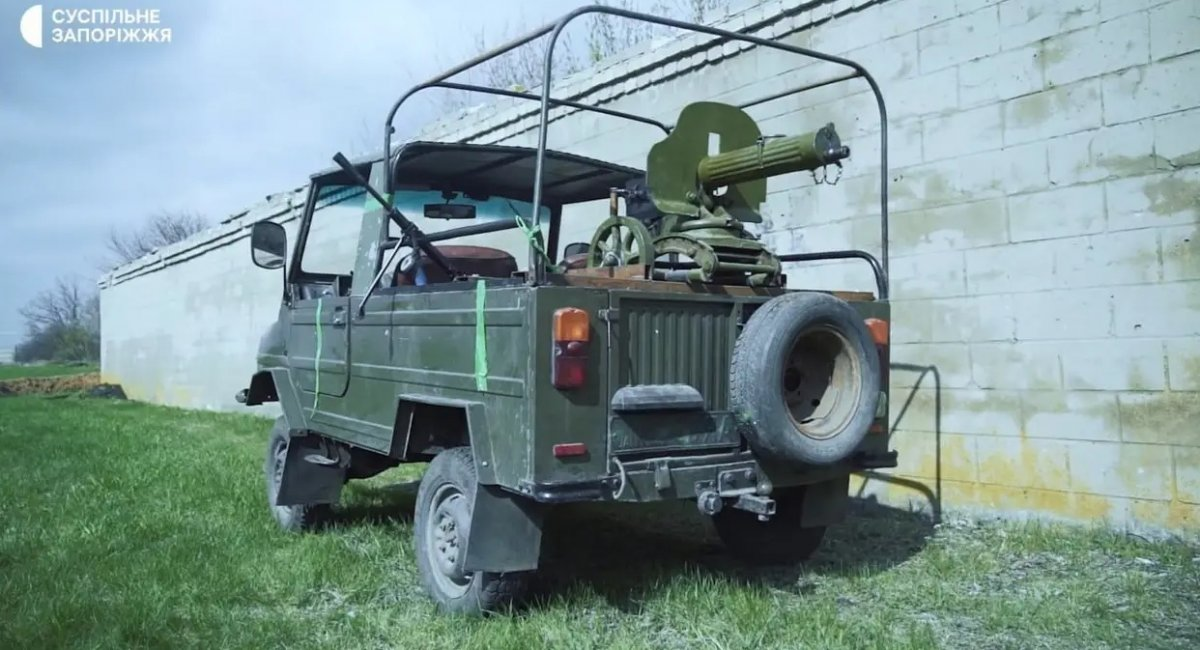
Украинские «неоказаки» Запорожского краевого отряда обороны демонстрируют технику ЛуАЗ-969М с пулеметами «Максим» и ДП

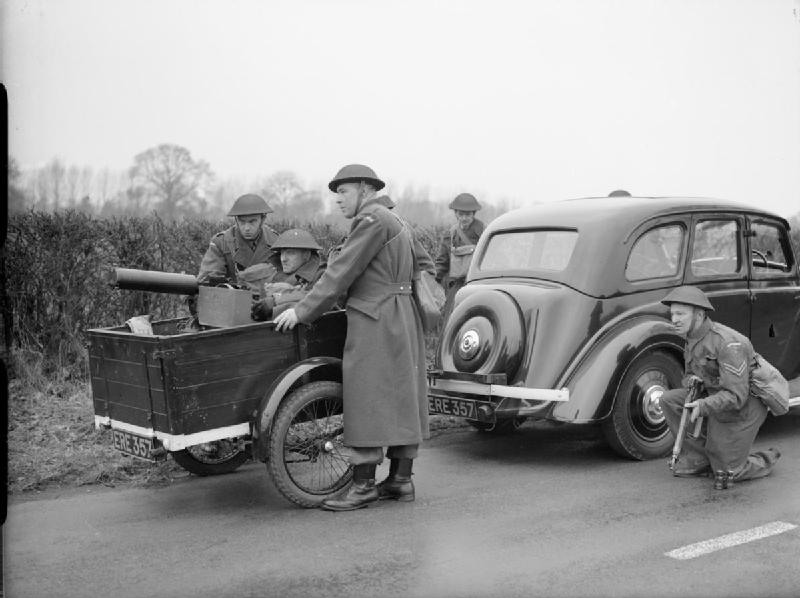
Отряд местной обороны в Великобритании 1939—1945.

## Тачанка сегодня

### Россия
В селе Ивановское в городском округе Черноголовка в Ногинском районе Московской области маленькая группа энтузиастов возродила к жизни «Тачанку нового типа» из найденных в лесу остатков на основе оригинальных копий чертежей 1930-х годов на синьке. Эту группу возглавил А. К. Бычков (офицер-десантник запаса — идея, поиск архивных чертежей, руководитель), также в неё вошли В. Ю. Микрюков (инженер-конструктор, восстановление чертежей, слесарные работы, сборка), Д. Б. Калинин (столярные, слесарные, малярные работы, сборка), А. П. Казёнкин (слесарные, кузнечные, токарные работы, сборка). Все участники группы родом из Пензенской области. В собственной мастерской заново были изготовлены деревянные детали, а металлические детали использовались оригинальные. После успешного восстановления были проведены испытания тачанки, запряжённой четвериком лошадей, в реальных условиях. После этого тачанка экспонировалась на Красной площади. Сегодня её можно посмотреть в Государственном Военно-техническом музее рядом с её сохранившимися остатками.
Тачанку можно увидеть в экспозиции Музейного комплекса УГМК (Свердловская область, г. Верхняя Пышма).

## Галерея

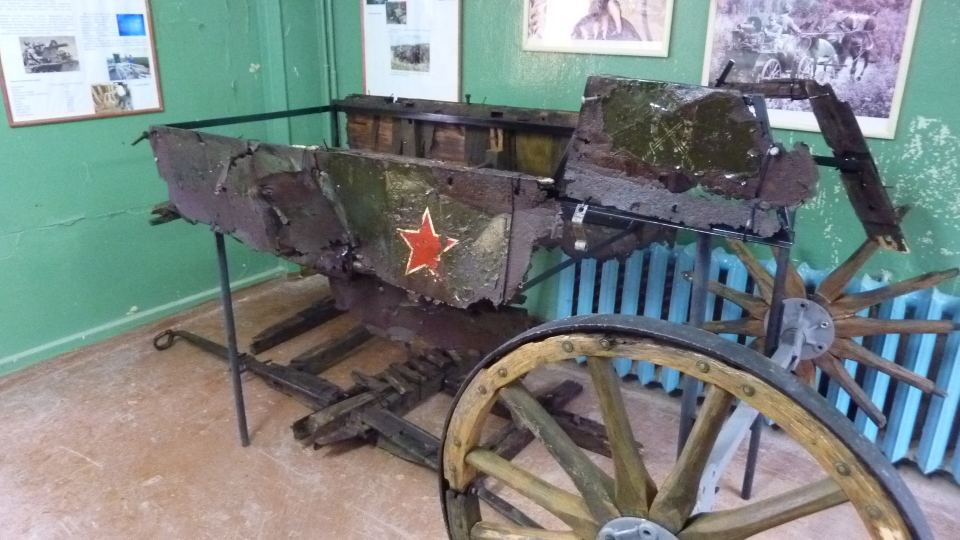
Остатки находившейся в лесу тачанки.
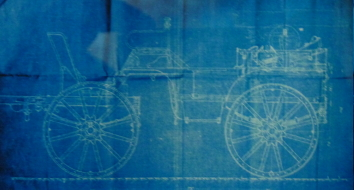
Часть оригинальной копии чертежа «Тачанки нового типа» на синьке.
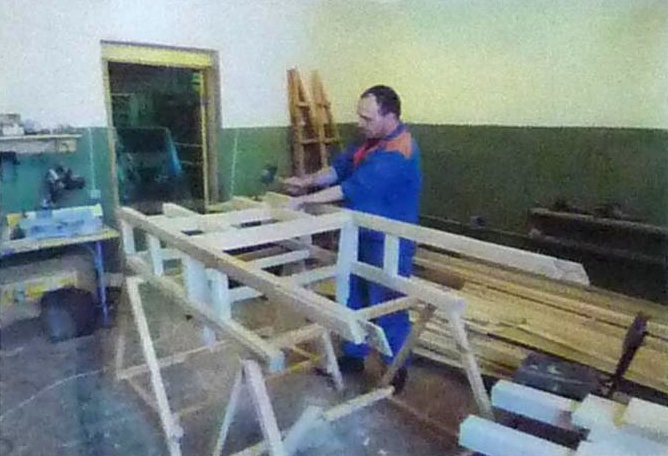
Реставрация тачанки в ГВТМ.
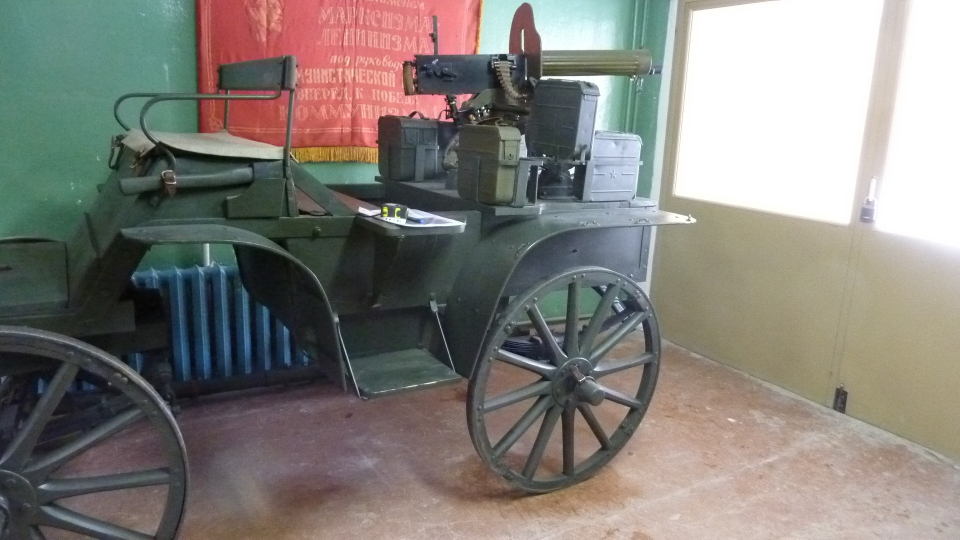
Реставрированная тачанка в ГВТМ.
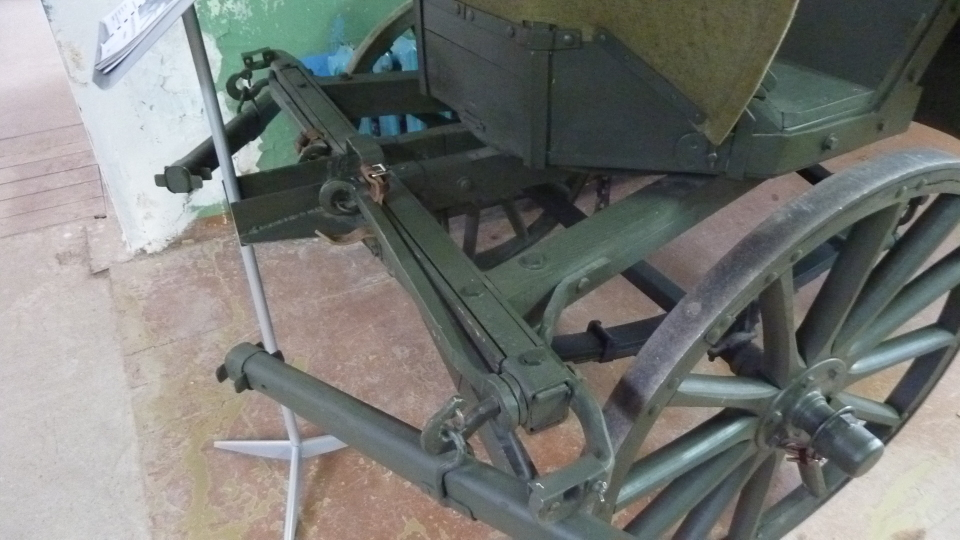
Детали натяжения.
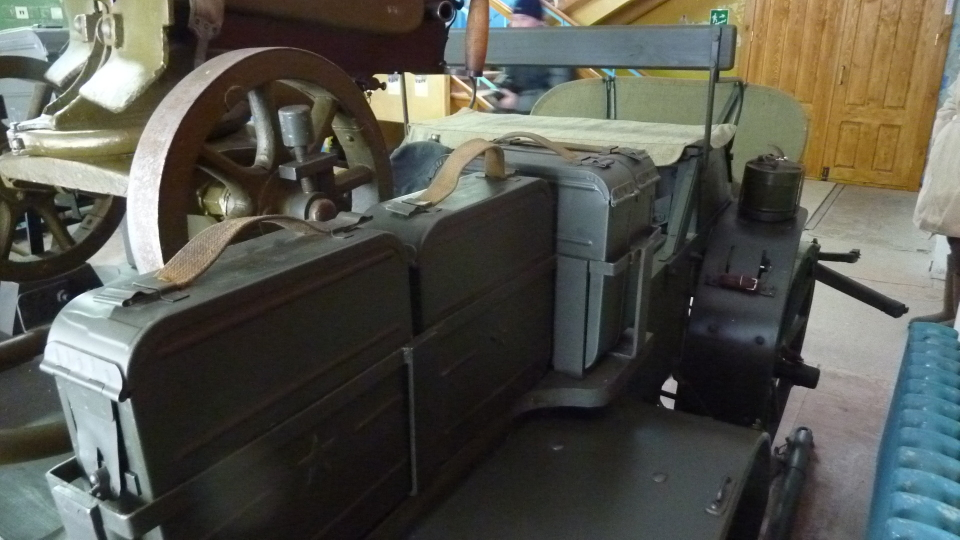
Крепление пулемёта и коробок пулемётных лент.
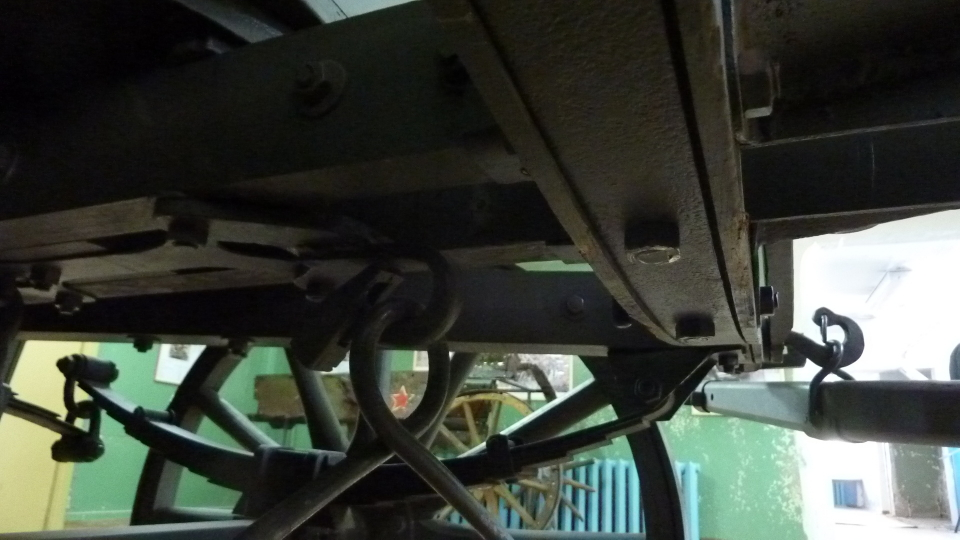
Детали под тачанкой.
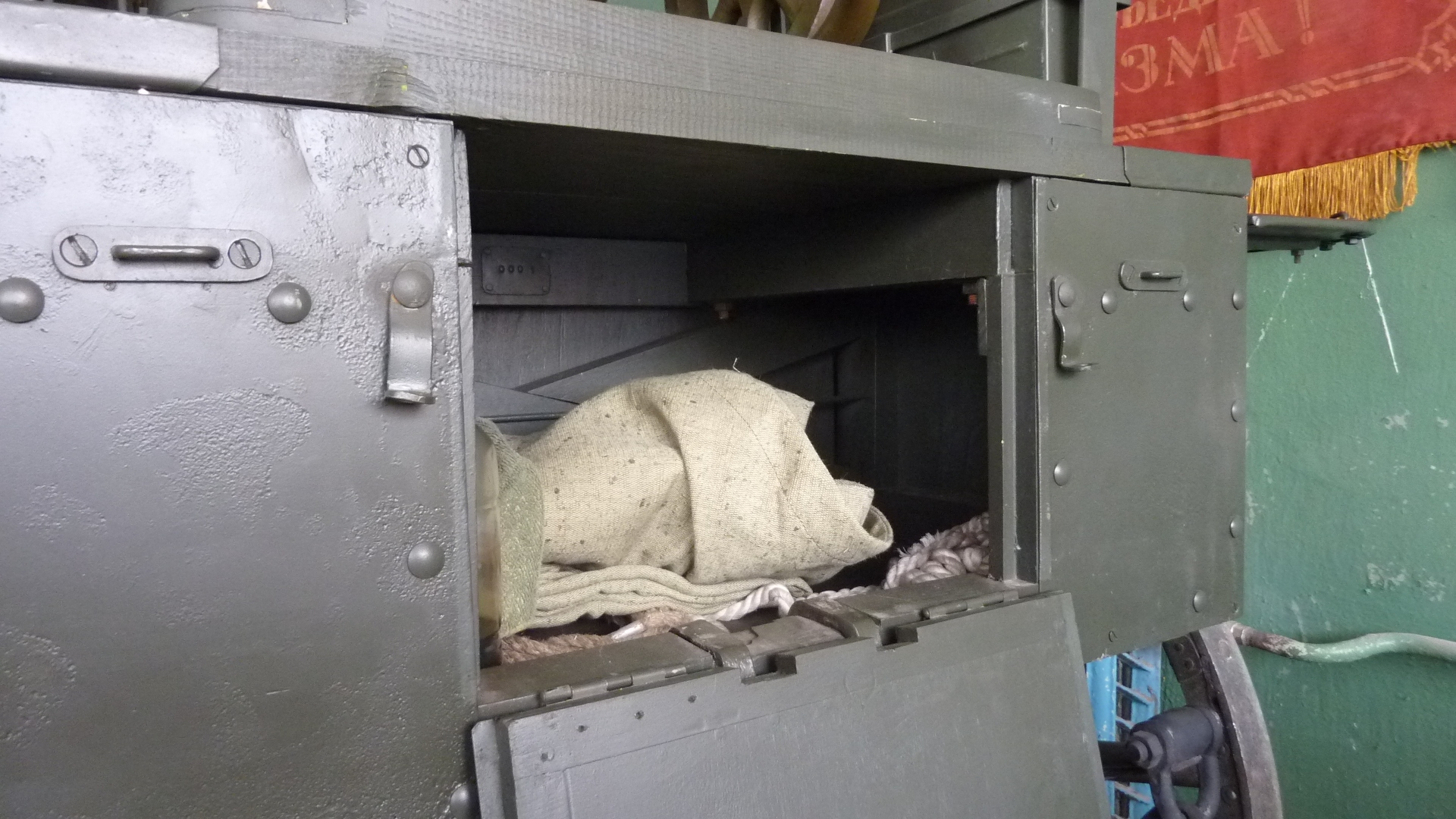
Ящик для фуража и серийный номер «0001».

## Культурное наследие
Тачанка стала одним из символов Гражданской войны. Она упоминается в нескольких песнях. Отдельно следует выделить популярную песню «Тачанка» (композитор Константин Листов, слова Михаил Рудерман), исполнявшуюся Ансамблем песни и пляски А. Александрова. Последний куплет этой песни в редакции 1936 года звучал так:

По земле грохочут танки,

Самолёты петли вьют,

О будённовской тачанке

В небе лётчики поют.

И врагу поныне снится

Дождь свинцовый и густой,

Боевая колесница,

Пулемётчик молодой.

Тачанке посвящён рассказ Исаака Бабеля «Учение о тачанке», вошедший в сборник [lib.ru/PROZA/BABEL/konarmia.txt «Конармия»] (1924 год).

Галерея изображений
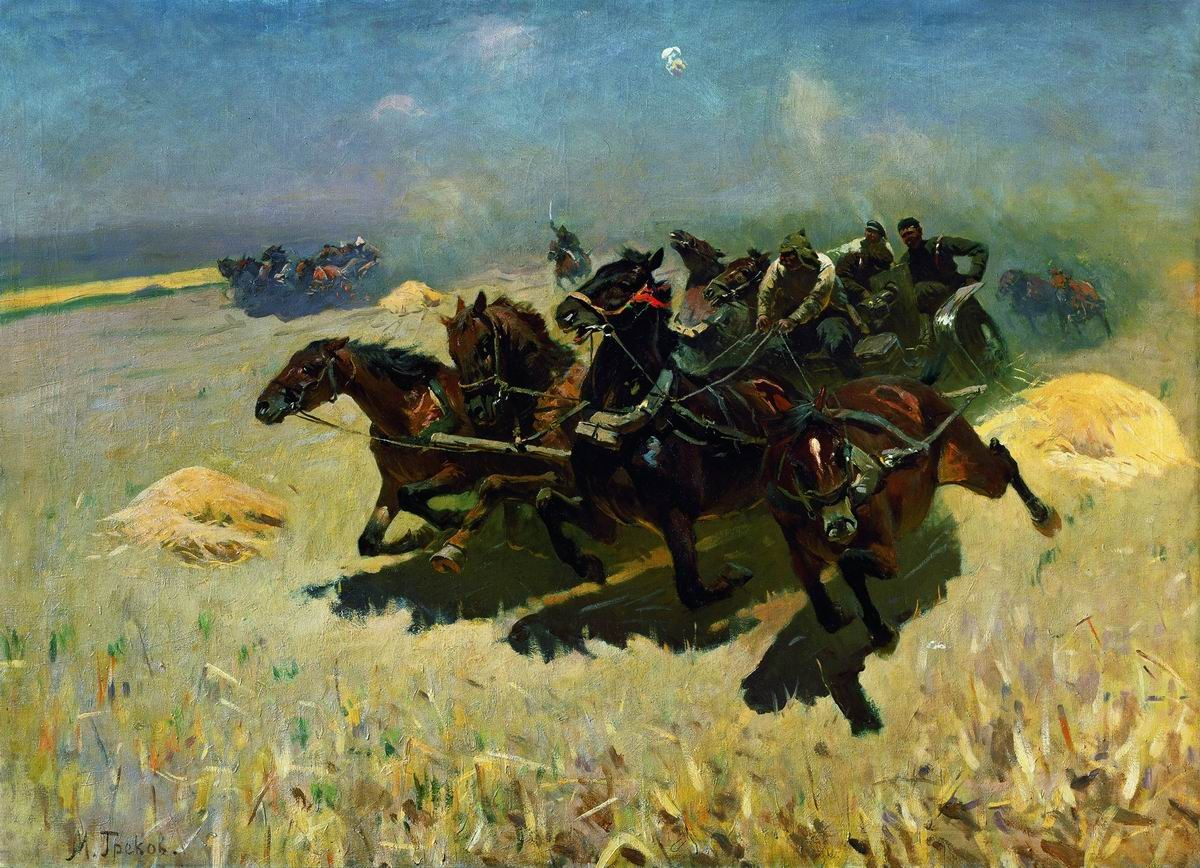
Митрофан Греков, «Тачанка», 1925 год.
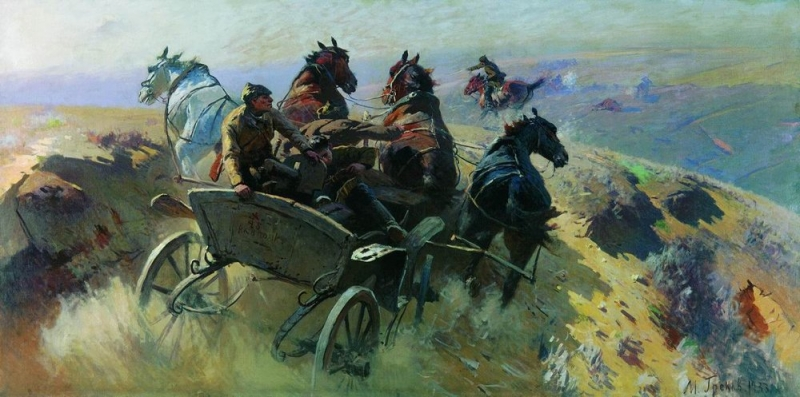
Митрофан Греков, «Тачанка (Выезд на позиции)». 1933 год.
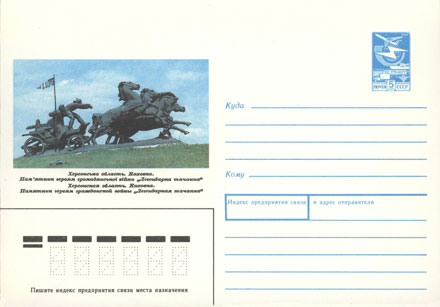
Памятник «Легендарная тачанка».
Памятная стела с тачанкой в г. Каменск-Шахтинский.
Барельеф тачанки на одном из домов Будённовского проспекта, Ростов-на-Дону.
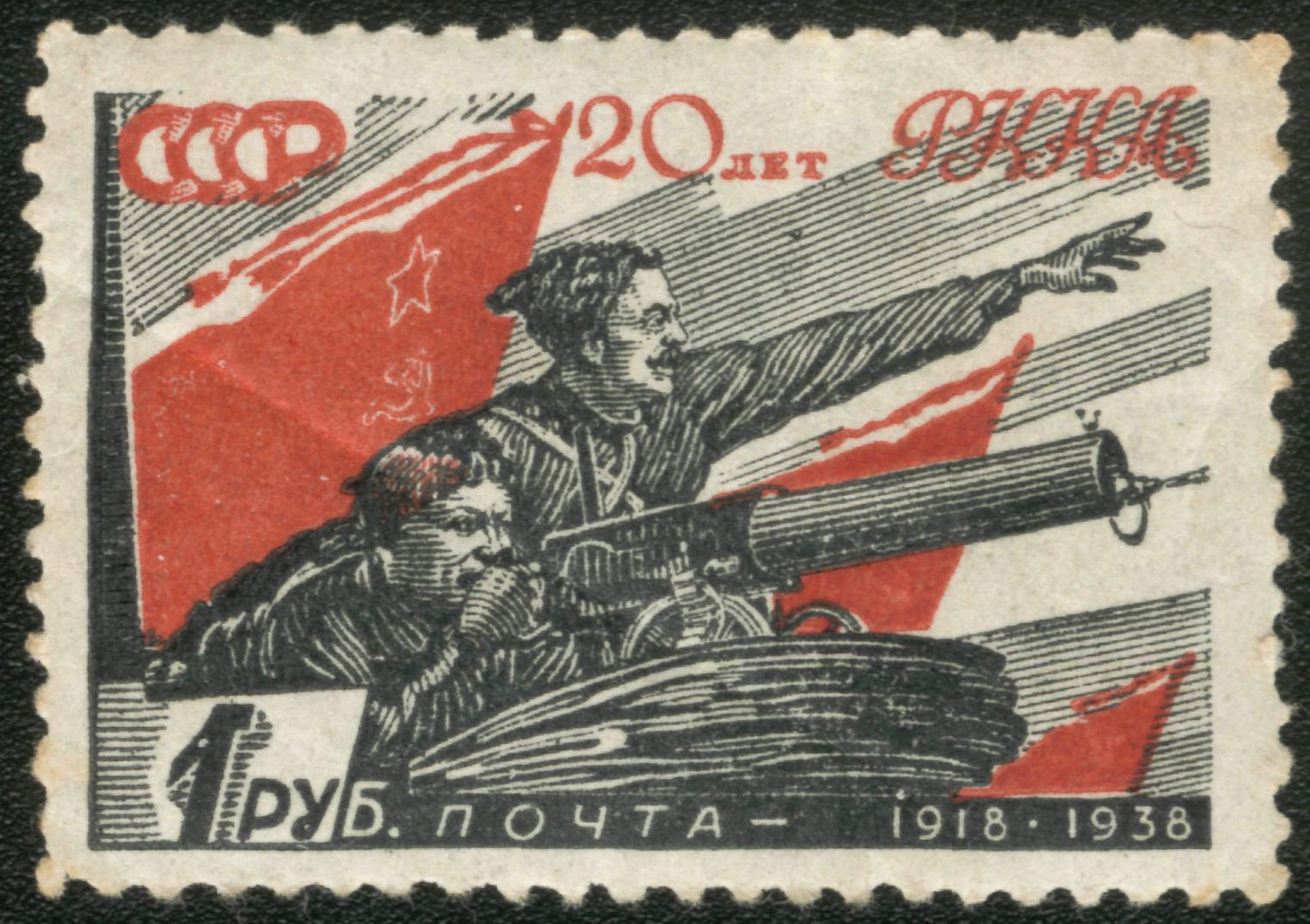
Почтовая марка СССР, 20 лет РККА, 1938 год, стилизованный кадр из фильма «Чапаев»(1934 г.), видна часть тачанки.
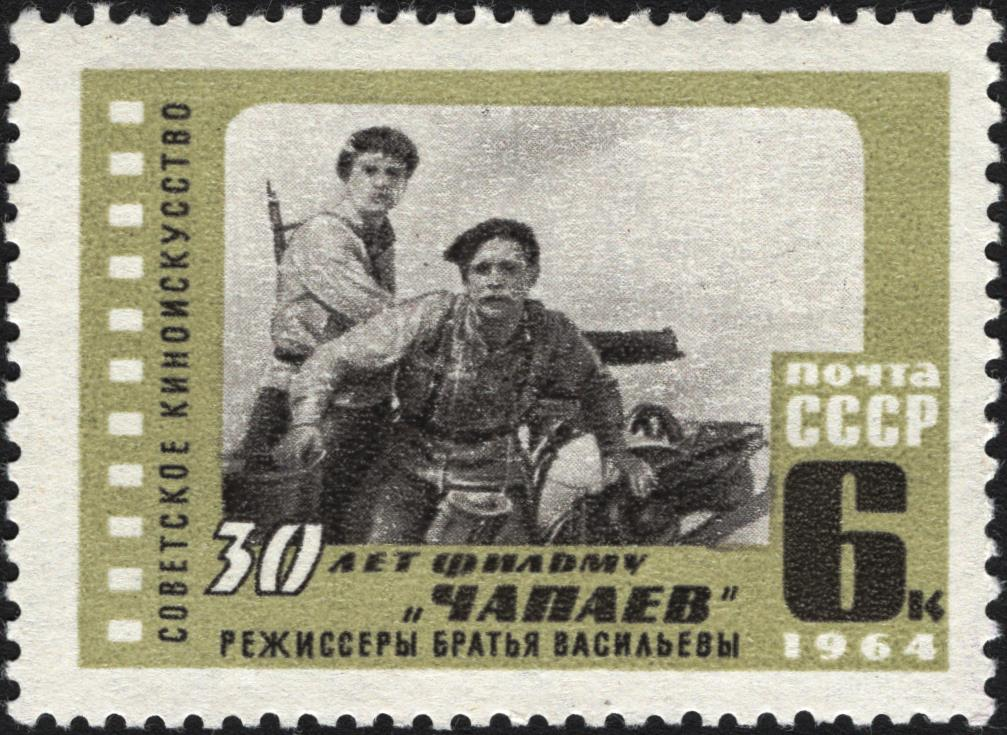
30-летие кинофильма «Чапаев» (режиссёры братья Васильевы, 1934). Кадр из фильма: В. И. Чапаев на пулемётной тачанке, художник Е. Бекетов  (ЦФА [АО «Марка»] № 3130).
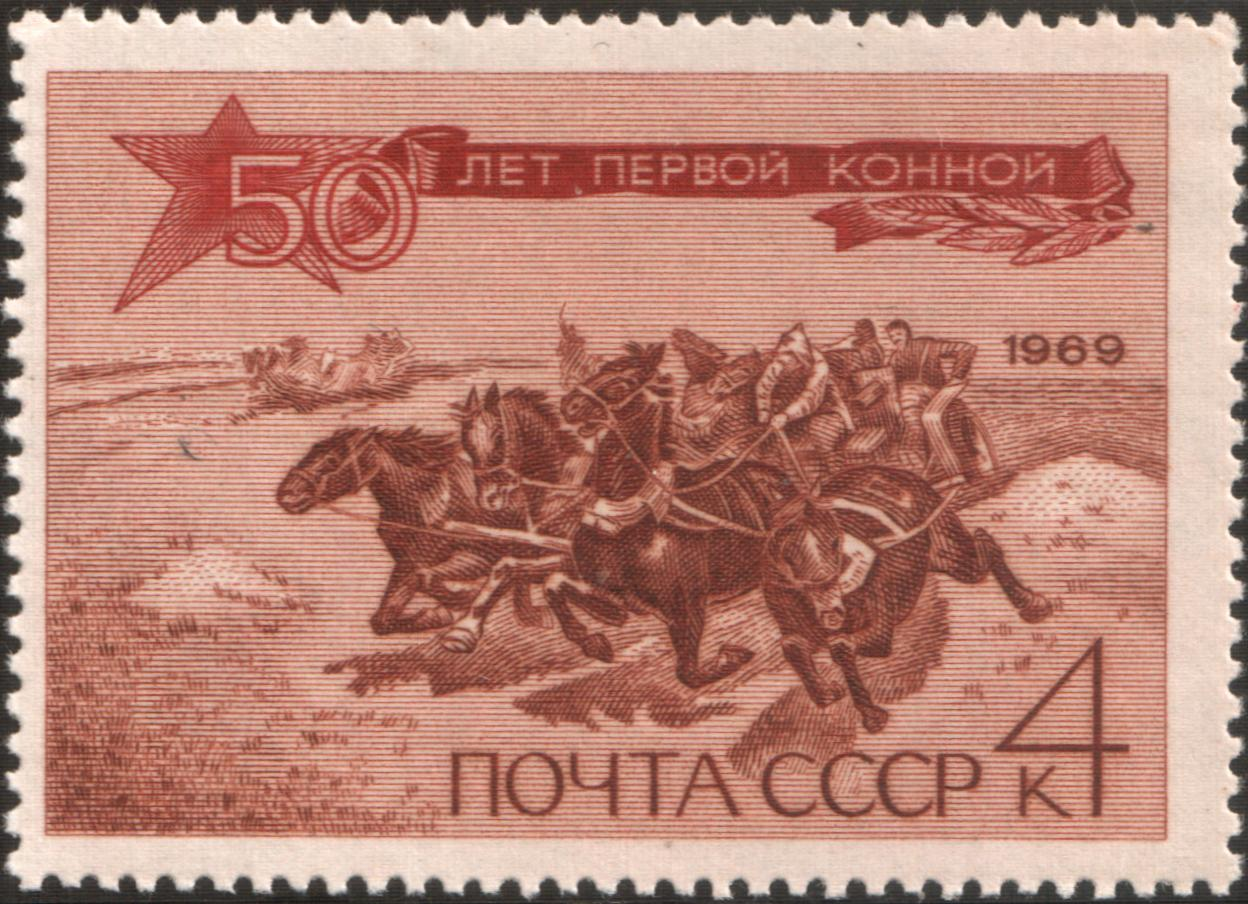
Тачанка на почтовой марке СССР, 1969 год: 50 лет Первой конной.
Монумент-памятник Тачанка-Ростовчанка

## Тачанка в кино и мультипликации
- «Чапаев» (1934) — художественный фильм братьев Васильевых («Ленфильм»).
- «Александр Пархоменко» (1942) — художественный фильм Леонида Лукова («Ташкентская киностудия», «Киевская киностудия»).
- «Огненные вёрсты» (1957) — художественный фильм Самсона Самсонова («Мосфильм»).
- «Служили два товарища» (1968) — художественный фильм Евгения Карелова («Мосфильм», Творческое объединение «Товарищ»).
- «Орлёнок» (1968) — мультипликационный фильм Витольда Бордзиловского («Союзмультфильм»).
- «Адъютант его превосходительства» (1969) — мини-сериал Евгения Ташкова («Мосфильм»).
- «Долг» (1977) — телевизионный художественный фильм Анатолия Ниточкина (Творческое объединение «Экран»).
- «Тачанка с юга» (1977) — художественный фильм Евгения Шерстобитова («Киностудия имени А. Довженко»).
- «Первая конная» — широкоформатный художественный фильм, историческая драма режиссёра Владимира Любомудрова («Мосфильм»). Фильм посвящён легендарному воинскому соединению — Первой конной армии.
- «Кин-дза-дза!» (1986) — художественный фильм Георгия Данелия («Мосфильм», Творческое объединение комедийных и музыкальных фильмов). Тачанка в фильме — это средство передвижения инопланетянки-артистки Цан.
- «Девять жизней Нестора Махно» (2006) — сериал Николая Каптана (Кинокомпания «Дом-Фильм» при участии Киностудии «Еврофильм-сервис»).
- «Ку! Кин-дза-дза» (2013) — мультипликационный фильм Георгия Данелия и Татьяны Ильиной («Кинокомпания СТВ», Продюсерская кинотелевизионная компания «Ритм», «Югра-фильм», Первый канал). Тачанка в мультфильме — это средство передвижения двух стареньких инопланетян-артистов.